# 水谷駿
水谷 駿（みずたに しゅん、1990年10月30日 - ）は、日本の俳優、シンガーソングライター、タレント。三重県桑名市出身。

## 来歴
- 2010年4月、東京大学文科三類入学。東大に入った理由は、上京して芸能活動を始めるきっかけを作るため。
- 2012年8月、エアースタジオプロデュースの舞台「信長」で俳優デビュー。
- 2014年3月、東京大学教育学部卒業。
- 2015年8月、ポップスグループ、マイ・チェリーボーイズ結成。都内を中心にライブ活動を始める。
- 2016年2月、芸名を本名である水谷駿介から水谷駿に改名。
- 2016年11月、マイ・チェリーボーイズとメンズアイドルグループ、ポップジャンクスクールの兼任を発表。
- 2016年12月、ポップジャンクスクールのメンバーとしてライブ活動を開始。
- 2017年10月、 パネルクイズ アタック25〜東京大学卒業生大会〜に出場し優勝。
- 2019年5月、水谷駿 FIRST&LAST LIVE 〜bye〜(渋谷ストリームホール)をもってアイドル活動を卒業。
- 2019年10月、YouTubeチャンネルを開設。
- 2019年末、長良プロダクション退社
- 2020年4月1日、サンミュージックプロダクション移籍を発表。
- 2021年4月1日、サンミュージックプロダクション退所を発表。
- 2021年6月12日、水谷駿公式サイト、グッズストア、ファンクラブを開設。[1]。
- 2021年6月19日、1stデジタルシングル『青が呼ぶ-Into The Blue-』をリリースし、シンガーソングライターとしての活動を開始。
- 2022年6月18日、自身のYouTubeチャンネルにて、音楽劇『青が呼ぶ』を公開した。
- 2022年7月23日、各種SNSにて、『俳優Sの独白』を連載開始。
- 2023年4月21日、TikTok LIVE Japan公式アカウントにて開催されたFRIDAY MUSIC SHOWに参加した。
- 2025年5月17日、自身初のワンマンライブとなる「水谷駿LIVE『俳優Sの独白』」を2026年1月16日に開催すると公式サイトにて発表した。[2]。

## 人物
- 身長172cm 靴25.5cm 体重52kg[3]
- B79cm W71cm H79cm[3]
- 血液型はO型。[3]
- 趣味はテニス 、ロックダンス、一眼レフ[3]、ゲーム、銭湯巡り、サ活、スーパーマーケット巡り。
- 特技は英会話 (日常会話レベル)、ギター、クイズ[3]、DJ。
- 特に得意な科目は日本史[3]。大学入試センター試験では満点を取っている。
- 好きなアーティストは赤西仁。尊敬する俳優は佐藤健[4]。
- 取得資格は、日本漢字能力検定準１級、世界遺産検定１級、歴史検定（日本史）２級、温泉ソムリエ。[3]
- パネルクイズ アタック25〜東京大学卒業生大会〜ではTOP賞に輝き、海外旅行チャレンジVTRクイズにも正解し、クイーン・ヴィクトリア (客船) で行く地中海クルーズの旅を獲得した。
- 初のオリジナル曲である『青が呼ぶ-Into The Blue-』は、自身で作詞、作曲、編曲を手がけており、以降全ての楽曲も自身で手がけている。それらは各種音楽配信サービスで視聴が可能となっている。
- 各種SNSにて連載されている『俳優Sの独白』は、リアルタイム・ストーリー体験型音楽プロジェクトとなっており、毎日1話ストーリーが更新され、100話毎に楽曲が1曲リリースされている。

## 出演

### 舞台
- 信長（2012年8月15日 - 8月19日、全労済ホールスペース・ゼロ）
- タクラマカン（2013年5月31日 - 6月10日、あうるすぽっと）
- 比翼の鳥/ファインディング・サトコ（2013年10月24 - 10月27日、大塚萬劇場）
- LACK.（2014年11月18日 - 11月24日、小劇場楽園）
- 春までの距離（2015年1月28日 - 2月1日、風姿花伝）
- 山川豊・水森かおり特別公演（2015年7月2日 - 7月26日、明治座）
- 舞台版天誅-2015（2015年10月21 - 10月25日、六行会ホール）
- ぼくの天使になれっ！（2016年9月22日、築地ブディストホール）
- コンテスト（2017年5月5日、新宿明治安田生命ホール）
- ベースボールファイターズ（2017年6月27日 - 7月2日、新宿村LIVE）
- へなちょこヴィーナス（2018年3月21日 - 3月25日、ワーサルシアター）
- ミュージカル　小公女セーラ（2018年6月14日 - 6月16日、伝承ホール）
- ミュージカル　モンブラン〜黄昏ROUTE69〜（2020年12月1日 - 12月6日、中目黒キンケロシアター)

### テレビ
- 中居正広の金曜日のスマたちへSP（2013年3月29日、TBS） - 番組内ドラマに出演。
- 全力教室（2013年11月3日、フジテレビ） - 現役東大生として出演。
- いつでもどこでも高校講座2016（2016年3月31日 - 4月8日、NHK Eテレ） - 研究員ケン役
- NHK高校講座化学基礎（2016年4月13日 - 2021年2月24日 、NHK Eテレ） - 研究員ケン役
- パネルクイズ アタック25（2017年10月29日 、朝日放送）
- クイズプレゼンバラエティー Qさま!!（2018年5月14日・2019年4月29日、 テレビ朝日）
- 5時に夢中!（2018年10月12日、TOKYO MX）
- 超逆境クイズバトル!! 99人の壁（2018年10月20日・2019年2月16日・8月10日、フジテレビ）
- お願い!ランキング（2018年12月4日 、テレビ朝日）

### 映画
- ライチ☆光クラブ（2016年2月13日、日活）
- 他界したオタクが本当に他界しちゃった！（2019年5月7日、渋谷ストリームホール）
- NEON×NEON×NEON（2019年5月7日、渋谷ストリームホール）

### CM
- キンカン 平愛梨 グッチ裕三 「かゆみの殿様」篇（2015年）

### ラジオ番組
- LUV TRACKS (2020年9月9日、AIR-G') - 生電話での出演

### Webテレビ
- ヒロミ・指原の“恋のお世話始めました”（2020年11月19日・2021年1月21日、AbemaTV）

### WebCM
- ビール酒造組合「本音で、話そう。BEER TALK」(2016年)

## 作品

### シングル
| #  | リリース日     | タイトル                                       |
| 1  | 2021年6月19日  | 『青が呼ぶ-Into The Blue-』                    |
| 2  | 2021年7月31日  | 『花と塵-You & I-』                            |
| 3  | 2021年9月18日  | 『心中公演-Swan Song-』                        |
| 4  | 2021年11月20日 | 『烏と麦畑-Wheatfield With Crows-』            |
| 5  | 2022年2月19日  | 『星月夜-The Starry Night-』                   |
| 6  | 2022年6月4日   | 『君とカフェテラス-Cafe Terrace In My Heart-』 |
| 7  | 2022年8月6日   | 『だるだるダルメシアン』                       |
| 8  | 2022年10月30日 | 『劇場』                                       |
| 9  | 2023年2月7日   | 『神と背景』                                   |
| 10 | 2023年5月18日  | 『誹謗中傷希望』                               |
| 11 | 2023年8月26日  | 『カーテンコール』                             |
| 12 | 2023年12月4日  | 『夢幻少年』                                   |
| 13 | 2024年3月13日  | 『嗤う砂時計』                                 |
| 14 | 2024年6月21日  | 『誘拐者』                                     |
| 15 | 2024年9月29日  | 『放火犯』                                     |
| 16 | 2025年1月7日   | 『虎』                                         |
| 17 | 2025年4月17日  | 『台詞一つ』                                   |
| 18 | 2025年7月26日  | 『遡行』                                       |
| -- | -------------- | ---------------------------------------------- |